# Motovunski filmski festival
Motovunski filmski festival je filmski festival v mestecu Motovun v hrvaški Istri. Prvič so ga priredili leta 1999. Posvečen je filmom, nastalim v majhnih in neodvisnih produkcijah z vsega sveta. Po navadi poteka 5 do 6 dni pozno julija ali zgodaj avgusta. Filme prikazujejo na odprtem, ozke mestne ulice v času festivala živijo 24 ur, ni protokola ali salona VIP. Na začetku je imel netekmovalni značaj, z leti pa je število nagrad rastlo. Čeprav izjemne, nagrade in nagrajevanja nikoli niso prevladale.